# Montaretto
(Giovanni Bono, 1862)
Montaretto è una frazione di 98 abitanti nel comune di Bonassola, in provincia della Spezia.

## Storia

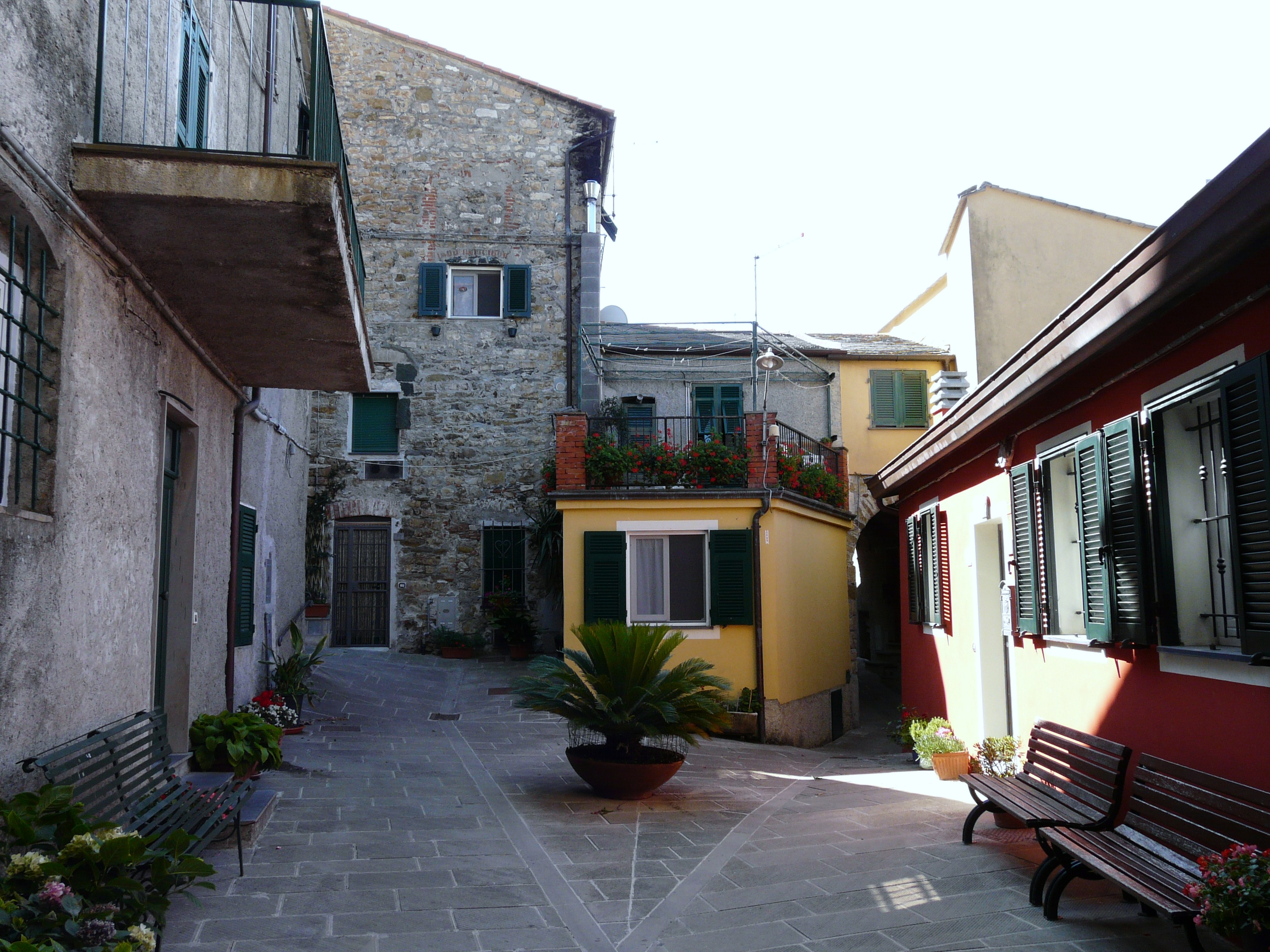
Scorcio del centro storico

### Età Medievale
Le prime notizie sull'esistenza della piccola frazione risalgono alla prima metà del Quattrocento e riguardano anche il piccolo borgo di Reggimonti. In quel periodo i centri storici di mezza costa, che formavano il piccolo borgo di Bonassola, dipendevano amministrativamente dalla Podesteria di Framura.
Questa zona era nota per l'abbondante produzione di olio, vino e castagne.

### Età moderna
Dopo la conquista turca di Costantinopoli nel 1453, la riviera ligure ritornò in balia dei pirati musulmani. Già da lungo tempo, per la mancanza di adeguate opere difensive, gli abitanti della costa erano esposti alle frequenti incursioni, alle razzie e ai rapimenti di persone da parte dei pirati. Ma a causa dell'inerzia della Repubblica di Genova e della discordia tra gli abitanti del borgo a mare e quelli di mezza costa, non si riusciva a trovare un accordo per la costruzione di un valido sistema di difesa comune.
L'incursione del 1560 a Bonassola fu una delle più gravi aggressioni avvenute nel Levante ligure: il 2 maggio di quell'anno i pirati turchi saccheggiarono e devastarono i borghi di Bonassola e Montaretto. Di quel terribile evento sono rimaste molte descrizioni, tra cui quella del podestà di Sestri Levante, che nello stesso giorno così scriveva al Senato genovese:
Vi è anche il resoconto del podestà di Framura, da cui Bonassola dipendeva, inviato pure al Senato genovese, nel quale si afferma che l'incursione dei turchi si concluse con distruzioni, furti e la cattura di cinquantatré persone di Bonassola e tredici uomini di Levanto venuti per dar soccorso, dè quali tutti se ne sono ricatati (riscattati) ventitré, cioè deci di Bonazzola et li tredici di Levanto, il resto sta ancora nelle mani di corsari.
Nel 1584, anche se Bonassola era oramai difesa da un Castello, il timore delle incursioni musulmane era tale che la chiesa di Santa Caterina rimase senza parroco perché, trovandosi vicina al mare, risultava facile bersaglio per i pirati.

## Monumenti e luoghi d'interesse

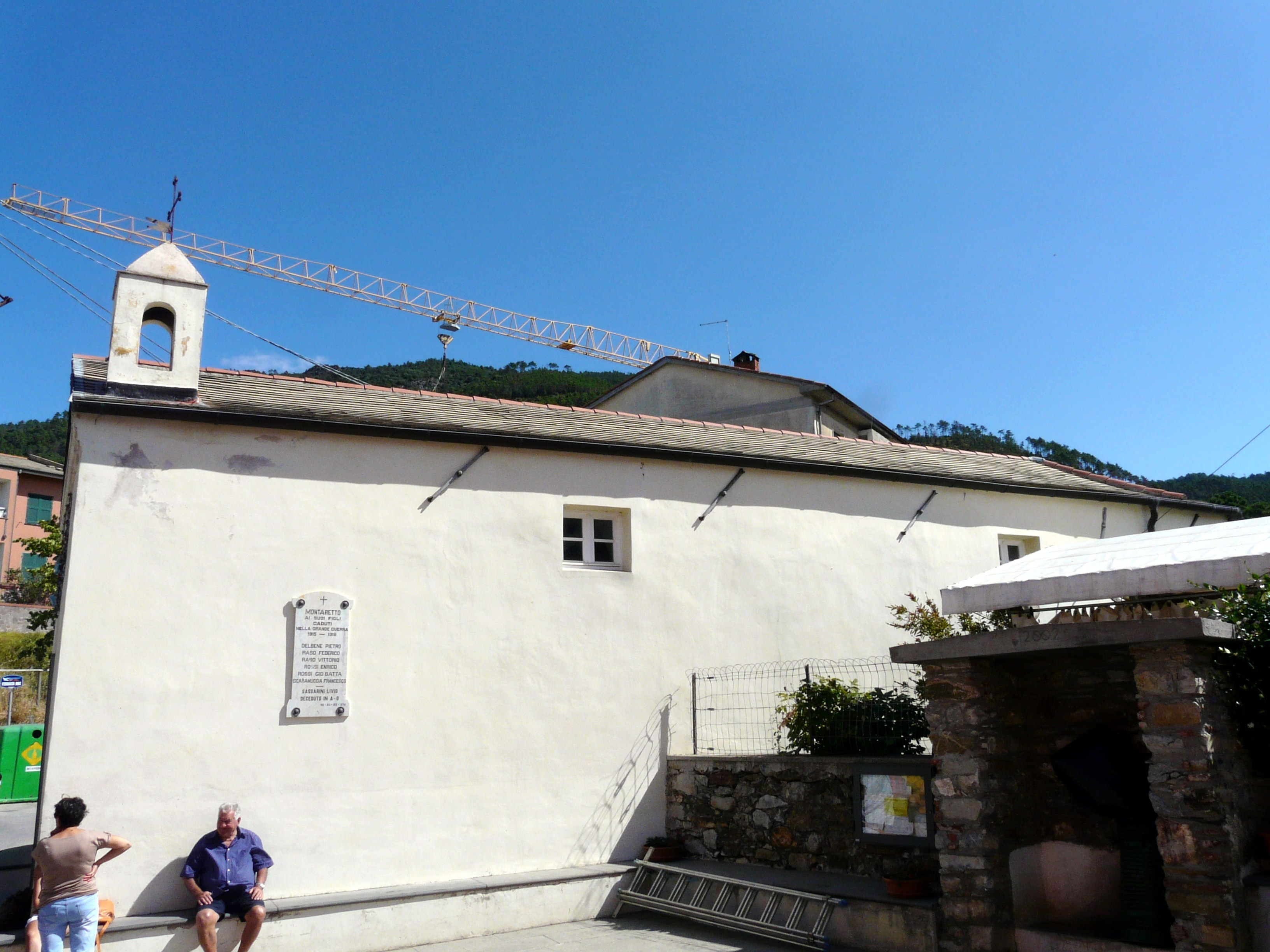
L'oratorio di San Rocco

### Architetture religiose
- Oratorio di San Rocco, presso l'inizio della parte antica del borgo, di forme molto semplici. Era la sede della confraternita di San Rocco, ove gli associati si riunivano tutte le domeniche per pregare vestiti con cappe bianche. Nelle vicinanze si trovava anche un ricovero destinato ai poveri e ai pellegrini, mantenuto in parte dalla confraternita.

### Architetture civili
Affacciata sul mare, la Casa del Popolo di Montaretto è forse l'edificio più caratteristico della frazione.
Fu costruita su iniziativa di alcuni giovani del luogo che volevano una casa comune dove si potesse ballare e organizzare feste, ma anche leggere l'Unità e discutere di politica.
Il terreno fu acquistato per £ 700.000 a nome di un singolo, per evitare che l'acquisto fosse respinto dal venditore per ragioni politiche.
In seguito il terreno divenne proprietà del Partito Comunista Italiano della provincia e il 1º maggio 1962, in occasione della festa dei lavoratori, incominciò la raccolta fondi per la costruzione della casa.
Nel 1963 cominciarono i lavori ma, a causa dell'insufficiente quantità di denaro, venne chiesto un contributo a tutti gli abitanti della frazione.
La casa fu terminata nel 1968 e in quello stesso anno fu inaugurata.
Nel 1970 la Casa del Popolo divenne sede dello spaccio (oggi negozio di alimentari) e del circolo Arci; si raccolsero 100 firme per ottenere l'affiliazione al fine di poter organizzare feste ed eventi.
Con gli ultimi lavori, eseguiti negli anni 80 e 90, la Casa è dotata di due cucine complete e uno spazio dotato di tavolo da biliardo, televisione e computer, dotato di collegamento a Internet.